# Closer to the Edge
"Closer to the Edge" é uma canção escrita por Jared Leto da banda 30 Seconds to Mars. Produzida pela banda, co-produzido por Flood, a canção é a sétima faixa e o terceiro single de seu terceiro álbum This Is War. O single foi lançado nos Estados Unidos em 31 de maio de 2010.

## Videoclipe
O videoclipe estreou no dia 9 de junho de 2010 na conta no YouTube da banda. O vídeo foi dirigido por Bartolomeu Cubbins (Pseudónimo de Jared Leto). O vídeo contém imagens de concertos a partir de cerca de 30 performances durante a Into the Wild Mondial Tour, que começou em 19 de fevereiro de 2010 e decorrereu até 18 de dezembro de 2010. A seis minutos durante o vídeo mostra cada local visitado, até alguns comentários de fãs, e algumas cenas de bastidores. "Closer to the Edge", não é primeiro vídeo da banda ao vivo, sendo precedido de "Edge of the Earth".

## Lista de Faixas
| N.º            | Título                                 | Duração |  |
| 1.             | "Closer to the Edge" (Versão do rádio) | 4:15    |  |
| 2.             | "Closer to the Edge" (Versão do álbum) | 4:32    |  |
| Duração total: | Duração total:                         | 8:47    |  |

## Paradas musicais e certificações
| Paradas (2010–11)                                 | Melhor posição |
| ------------------------------------------------- | -------------- |
| Austrália - (ARIA)                                | 13             |
| Áustria - (Ö3 Austria Top 75)                     | 20             |
| Bélgica - (Ultratip Flanders)                     | 21             |
| Países Baixos - Netherlands (Dutch Top 40)        | 44             |
| Países Baixos - (Dutch Top 100)                   | 88             |
| Finlândia - Finnish Airplay Chart                 | 15             |
| Alemanha - (Media Control Charts)                 | 26             |
| Nova Zelândia - (RIANZ)                           | 21             |
| Suíça - (Media Control AG)                        | 61             |
| Portugal - (Portuguese National Top 50)           | 6              |
| Reino Unido - (UK Singles Chart)                  | 44             |
| Reino Unido - UK Rock Singles (UK Rock Chart)     | 1              |
| Estados Unidos - US Adult Pop Songs (Billboard)   | 17             |
| Estados Unidos - US Alternative Songs (Billboard) | 7              |
| Estados Unidos - US Heatseekers Songs (Billboard) | 14             |
| Estados Unidos - US Mainstream Top 40 (Billboard) | 30             |
| Estados Unidos - US Rock Songs (Billboard)        | 21             |
| Estados Unidos - US Billboard Hot 100 (Billboard) | 99             |

| Parada (2010)      | Melhor posição |
| ------------------ | -------------- |
| Austrália - (ARIA) | 85             |

| País          | Certificação |
| ------------- | ------------ |
| Austrália     | Platina      |
| Nova Zelândia | Ouro         |
| Portugal      | Platina      |